# بروئی کروویه–بائومگارتن
بروئی کروویه-بائومگارتن (انگلیسی: Cruveilhier–Baumgarten bruit) یک علامت بالینی است که در بیماری کروویه–بائومگارتن یافت می‌شود. در این بیماری، سیاهرگ نافی و سیاهرگ‌های اطراف آن برجسته می‌شوند و اگر گوشی پزشکی بر روی آن‌ها قرار گیرد، احتمالِ شنود یک صدای مداوم و آرام (همچون بروئی) وجود دارد.
این علامت پزشکی نام خود را از ژان کروویه و پائول کلیمنس فون بائومگارتن می‌گیرد.